# Vanamõisa (Põlva)
Koordinaten: 58° 13′ N, 27° 6′ O
Vanamõisa ist ein Dorf (estnisch küla) im Südosten Estlands. Es gehört zur Gemeinde Põlva (bis 2017 Ahja) im Kreis Põlva.
Das Dorf hat 38 Einwohner (Stand 31. Dezember 2011). Es liegt am Fluss Ahja (Ahja jõgi), nordöstlich von Ahja.